# Fuente y caudal
Fuente y caudal (tłum. źródło i przepływ) – szósty solowy album hiszpańskiego kompozytora i gitarzysty Paco de Lucii, który wydany został w 1973 roku.
Dzięki publikacji tej płyty artysta zdobył popularność nie tylko we własnym kraju, ale i poza jego granicami. Ten sukces spowodowany był głównie dzięki zawartej na krążku rumbie „Entre dos aguas”, która została umieszczona na nośniku w ostatniej chwili, z uwagi na niewystarczającą porcję utworów.

## Lista utworów
Wszystkie utwory skomponowane przez Paco de Lucíę i José Torregrosa, poza zaznaczonymi
| 1. | "Entre dos aguas" (z udziałem Ramóna de Algeciras)[3] | 5:59  |
|    |                                                       |       |
| 2. | "Aires choqueros"                                     | 4:14  |
|    |                                                       |       |
| 3. | "Reflejo de luna"                                     | 3:53  |
|    |                                                       |       |
| 4. | "Solera"                                              | 3:41  |
|    |                                                       |       |
| 5. | "Fuente y caudal"                                     | 5:13  |
|    |                                                       |       |
| 6. | "Cepa Andaluza"                                       | 5:46  |
|    |                                                       |       |
| 7. | "Los Pinares" (z udziałem Ramóna de Algeciras)[3]     | 3:33  |
|    |                                                       |       |
| 8. | "Plaza de San Juan"                                   | 5:48  |
|    |                                                       |       |
|    |                                                       | 38:07 |
|    |                                                       |       |

## Personel
- Paco de Lucía – gitara flamenco, kompozytor
- Ramón de Algeciras – gitara
- José Torregrosa – kompozytor
- Faustino Núñez – wkładka muzyczna[4]